# Zájed bin Szultán Ál Nahján
Zájed bin Szultán Ál Nahján (1918 – 2004. november 2.) az Egyesült Arab Emírségek első elnöke volt.

## Gyermekei
- Hassza bint Mohammed bin Halífa Ál Nahjántól:
  - Halífa bin Zájed Ál Nahján (született: 1948, meghalt: 2022)
- Sejha bind Maadad al-Masgúnitól:
  - Szultán bin Zájed Ál Nahján (született: 1953)
- Fátima bint Mubárak al-Ketbitől:
  - Mohammed bin Zájed Ál Nahján
  - Hamdán bin Zájed Ál Nahján (született: 1963)
  - Hazzá bin Zájed Ál Nahján (született: 1965)
  - Tahnún bin Zájed Ál Nahján
  - Manszúr bin Zájed Ál Nahján (született: 1970)
  - Abdulláh bin Zájed Ál Nahján (született: 1972)
  - Aljázijja bint Zájed Ál Nahján
  - Samma bint Zájed Ál Nahján
- Múza bint Szuhajl al-Hajlitól:
  - Szajf bin Zájed Ál Nahján
  - Ahmed bin Zájed Ál Nahján (1968-2010)
  - Hámed bin Zájed Ál Nahján
  - Omar bin Zájed Ál Nahján
  - Hálid bin Zájed Ál Nahján
  - Samsza bint Zájed Ál Nahján
  - Afra bint Zájed Ál Nahján
- Áisa bint Ali ad-Darmakitól:
  - Szaíd bin Zájed Ál Nahján (született:1966)
  - Falah bin Zájed Ál Nahján
  - Nahján bin Zájed Ál Nahján
  - Diab bin Zájed Ál Nahján
  - Latifa bula Zájed Ál Nahján
  - Múza bint Zájed Ál Nahján
  - Vadíma bint Zájed Ál Nahján
- Ámina bint Szálih ad-Darmakitól:
  - Ísza bin Zájed Ál Nahján
  - Nászer bin Zájed Ál Nahján (1967–2008)

## Fordítás
- Ez a szócikk részben vagy egészben  a   Zayed bin Sultan Al Nahyan című angol Wikipédia-szócikk ezen változatának fordításán alapul.  Az eredeti cikk szerkesztőit annak laptörténete sorolja fel. Ez a jelzés csupán a megfogalmazás eredetét és a szerzői jogokat jelzi, nem szolgál a cikkben szereplő információk forrásmegjelöléseként.